# هولت (میزوری)
هولت (به انگلیسی: Holt) یک شهر در ایالات متحده آمریکا است که در میزوری واقع شده‌است. هولت ۱٫۱۷ کیلومتر مربع مساحت و ۴۴۷ نفر جمعیت دارد و ۲۶۳ متر بالاتر از سطح دریا قرار دارد.